# Saint-Gédéon
Saint-Gédéon è un comune del Canada, situato nella provincia del Québec, nella regione di Saguenay-Lac-Saint-Jean.